# Liphanthus
Liphanthus är ett släkte av bin. Liphanthus ingår i familjen grävbin.

## Dottertaxa tillLiphanthus, i alfabetisk ordning[1]
- Liphanthus alicahue
- Liphanthus anacanthus
- Liphanthus andinus
- Liphanthus atratus
- Liphanthus australis
- Liphanthus barbatus
- Liphanthus bicellularis
- Liphanthus breviceps
- Liphanthus brevicornis
- Liphanthus cerdai
- Liphanthus chillanensis
- Liphanthus coquimbensis
- Liphanthus friesellus
- Liphanthus incasicus
- Liphanthus inornatus
- Liphanthus leucostomus
- Liphanthus longicornis
- Liphanthus micheneri
- Liphanthus moldenkei
- Liphanthus nigriceps
- Liphanthus nitidus
- Liphanthus parvulus
- Liphanthus penai
- Liphanthus phasganoventris
- Liphanthus pilifrons
- Liphanthus quadrifasciatus
- Liphanthus rozeni
- Liphanthus sabulosus
- Liphanthus spiniventris
- Liphanthus tarsalis
- Liphanthus tofensis
- Liphanthus toroi
- Liphanthus unifasciatus